# Condado de Dallas (Missouri)
O Condado de Dallas é um dos 114 condados do estado americano de Missouri. A sede do condado é Buffalo, e sua maior cidade é Buffalo. O condado possui uma área de 1 406 km² (dos quais 3 km² estão cobertos por água), uma população de 15 661 habitantes, e uma densidade populacional de 11 hab/km² (segundo o censo nacional de 2000). O condado foi fundado em 1844.